# Prva savezna liga Jugoslavije u nogometu 1982./83.
Prvenstvo Jugoslavije u nogometu za sezonu 1982./83. bilo je pedeset i četvrto po redu najviše nogometno natjecanje u Jugoslaviji, trideset i sedmo poslijeratno, koje je započelo 14. kolovoza 1982. i završilo 26. lipnja 1983.

Prvak je postao srbijanski klub, FK Partizan, koji je osvojio svoj devetu naslov.

Najbolji strijelac bio je Sulejman Halilović iz vinkovačkog Dinama s 18 golova.
Ukupan broj gledatelja bio je 2.647.564.

## Sustav natjecanja
Igralo se u dvije faze. Momčadi su međusobno igrale dvokružni ligaški sustav. Igrala se po jedna utakmica na domaćem i gostujućem terenu.  Prvakom je postala momčad koja je sakupila najviše bodova u skupini za prvaka (pobjeda = 2 boda, neodlučeni ishod = 1 bod, poraz = bez bodova).
Pravila koje su određivala poredak na ljestvici su bila: 1) broj osvojenih bodova, 2) gol-razlika, 3) veći broj postignutih golova, 4) baraž

## Formiranje lige
U obzir ulazi 16 najbolje plasiranih iz prethodne sezone, plus pobjednici dviju skupina Druge savezne lige 1981./82.
- Iz Prve savezne lige natjecali su se Dinamo Zagreb, Crvena zvezda, Hajduk Split, Sarajevo, Željezničar, Partizan, Velež Mostar, Budućnost, Olimpija Ljubljana, Vojvodina, Radnički Niš, Rijeka, Sloboda Tuzla, Vardar Skoplje, OFK Beograd i Osijek
- Iz Druge savezne lige: Dinamo Vinkovci (pobjednik zapadne skupine) i Galenika Zemun (pobjednik istočne skupine)

## Sudionici
| Slovenija       | Hrvatska                                                 | Bosna i Hercegovina                                    | Srbija           | Srbija                                                                         | Srbija  | Crna Gora       | Makedonija   |
| Slovenija       | Hrvatska                                                 | Bosna i Hercegovina                                    | Vojvodina        | Središnja Srbija                                                               | Kosovo  | Crna Gora       | Makedonija   |
| --------------- | -------------------------------------------------------- | ------------------------------------------------------ | ---------------- | ------------------------------------------------------------------------------ | ------- | --------------- | ------------ |
| - Olimpija (LJ) | - Dinamo (V) - Dinamo (Z) - Hajduk (S) - Osijek - Rijeka | - Sarajevo - Sloboda (T) - Velež (M) - Željezničar (S) | - Vojvodina (NS) | - Galenika (Z) - OFK Beograd - Crvena zvezda (B) - Partizan (B) - Radnički (N) | - nitko | - Budućnost (T) | - Vardar (S) |

- OFK Beograd, Beograd
- FK Budućnost, Titograd
- FK Crvena zvezda, Beograd
- NK Dinamo Vinkovci, Vinkovci
- NK Dinamo Zagreb, Zagreb
- FK Galenika, Zemun
- NK Hajduk, Split
- NK Olimpija, Ljubljana
- NK Osijek, Osijek
- FK Partizan, Beograd
- FK Radnički Niš, Niš
- NK Rijeka, Rijeka
- FK Sarajevo, Sarajevo
- FK Sloboda, Tuzla
- FK Vardar, Skoplje
- FK Velež, Mostar
- FK Vojvodina, Novi Sad
- FK Željezničar, Sarajevo

## Ljestvica
| mj.     | klub               | ut. | pob. | ner. | por. | gol+ | gol- | gr  | bod |
| ------- | ------------------ | --- | ---- | ---- | ---- | ---- | ---- | --- | --- |
| 1.      | Partizan           | 34  | 17   | 11   | 6    | 58   | 37   | +21 | 45  |
| 2.      | Hajduk Split       | 34  | 14   | 15   | 5    | 51   | 33   | +18 | 43  |
| 3.      | Dinamo Zagreb      | 34  | 14   | 15   | 5    | 56   | 40   | +16 | 43  |
| 4.      | Radnički Niš       | 34  | 15   | 10   | 9    | 45   | 39   | +6  | 40  |
| 5.      | Crvena zvezda      | 34  | 13   | 11   | 10   | 55   | 50   | +5  | 37  |
| 6.      | Sloboda Tuzla      | 34  | 12   | 11   | 11   | 44   | 33   | +11 | 35  |
| 7.      | Olimpija Ljubljana | 34  | 11   | 13   | 10   | 33   | 31   | +2  | 35  |
| 8.      | Vardar Skoplje     | 34  | 13   | 9    | 12   | 43   | 47   | +4  | 35  |
| 9.      | Vojvodina          | 34  | 12   | 10   | 12   | 38   | 60   | –22 | 34  |
| 10.     | Željezničar        | 34  | 11   | 11   | 12   | 41   | 40   | +1  | 33  |
| 11.     | Sarajevo           | 34  | 10   | 12   | 12   | 45   | 44   | +1  | 32  |
| 12.     | Dinamo Vinkovci    | 34  | 12   | 7    | 15   | 56   | 59   | –3  | 31  |
| 13.     | Velež Mostar       | 34  | 11   | 9    | 14   | 54   | 57   | –3  | 31  |
| 14.     | Budućnost          | 34  | 11   | 9    | 14   | 39   | 52   | –13 | 31  |
| 15.     | Rijeka             | 34  | 10   | 10   | 14   | 51   | 52   | –1  | 30  |
| 16.     | Osijek             | 34  | 11   | 7    | 16   | 48   | 51   | –3  | 29  |
| 17.     | OFK Beograd        | 34  | 9    | 10   | 15   | 38   | 45   | –7  | 28  |
| 18.     | Galenika Zemun     | 34  | 4    | 12   | 18   | 31   | 56   | –25 | 20  |
|         |                    |     |      |      |      |      |      |     |     |
| Izvori: |                    |     |      |      |      |      |      |     |     |

|  | Partizan je prvak Jugoslavije i plasirao se na Kup prvaka 1983./84.                            |
|  | Hajduk Split, Radnički Niš i Crvena zvezda plasirali su se na Kup UEFA 1983./84.               |
|  | Dinamo Zagreb osvaja Kup Jugoslavije i plasirao se na Europski kup pobjednika kupova 1983./84. |
|  | OFK Beograd i Galenika Zemun ispali su u Drugu saveznu ligu                                    |

## Rezultati
| 1982./83. | 1982./83.          | PAR | HAJ | D.Z | R.N | C.Z | SLO | OLI | VAR | VOJ | ŽEL | SAR | D.V | VEL | BUD | RIJ | OSI | OFK | GAL |
| 1.        | Partizan           |     | 2:0 | 2:2 | 3:1 | 3:2 | 1:0 | 2:0 | 4:0 | 5:0 | 2:1 | 0:1 | 3:1 | 1:1 | 0:0 | 2:0 | 3:1 | 2:1 | 2:0 |
| 2.        | Hajduk Split       | 1:0 |     | 2:2 | 4:1 | 0:0 | 3:1 | 2:0 | 1:3 | 3:0 | 2:0 | 1:1 | 4:2 | 1:1 | 4:1 | 1:0 | 2:1 | 1:1 | 1:1 |
| 3.        | Dinamo Zagreb      | 3:4 | 1:1 |     | 2:1 | 2:1 | 2:2 | 1:1 | 3:0 | 4:0 | 1:0 | 2:2 | 4:2 | 3:1 | 4:2 | 1:1 | 1:0 | 3:1 | 2:0 |
| 4.        | Radnički Niš       | 0:0 | 1:1 | 1:1 |     | 2:0 | 1:1 | 1:0 | 2:0 | 4:0 | 3:2 | 2:1 | 1:0 | 3:2 | 2:0 | 2:1 | 1:0 | 1:1 | 2:0 |
| 5.        | Crvena zvezda      | 1:1 | 1:2 | 1:1 | 3:1 |     | 1:0 | 1:1 | 2:1 | 3:2 | 2:2 | 1:4 | 2:2 | 6:4 | 1:0 | 2:1 | 1:0 | 4:1 | 1:2 |
| 6.        | Sloboda Tuzla      | 1:2 | 1:0 | 2:0 | 2:1 | 2:0 |     | 1:1 | 0:0 | 5:0 | 3:0 | 2:1 | 4:1 | 3:0 | 2:1 | 1:1 | 0:0 | 2:1 | 0:0 |
| 7.        | Olimpija Ljubljana | 0:0 | 1:1 | 0:1 | 1:0 | 1:2 | 1:1 |     | 3:1 | 0:0 | 0:0 | 1:0 | 1:0 | 3:1 | 4:2 | 1:1 | 1:0 | 2:0 | 2:0 |
| 8.        | Vardar Skoplje     | 5:0 | 2:1 | 2:1 | 2:1 | 1:1 | 1:0 | 0:0 |     | 0:0 | 3:0 | 1:1 | 4:3 | 1:2 | 0:0 | 1:0 | 2:1 | 3:0 | 1:0 |
| 9.        | Vojvodina          | 1:1 | 1:2 | 0:0 | 0:1 | 1:1 | 2:1 | 0:0 | 3:2 |     | 2:1 | 2:1 | 1:0 | 1:0 | 2:0 | 4:2 | 0:0 | 3:2 | 3:1 |
| 10.       | Željezničar        | 1:1 | 2:2 | 0:0 | 3:1 | 0:3 | 2:0 | 1:1 | 3:0 | 6:2 |     | 1:0 | 2:0 | 1:0 | 1:1 | 3:0 | 3:2 | 0:0 | 0:0 |
| 11.       | Sarajevo           | 3:1 | 1:3 | 1:1 | 1:2 | 1:1 | 1:1 | 2:0 | 2:1 | 0:0 | 0:0 |     | 4:1 | 4:2 | 2:0 | 2:1 | 1:1 | 1:1 | 2:0 |
| 12.       | Dinamo Vinkovci    | 1:1 | 1:1 | 1:1 | 4:1 | 2:3 | 2:1 | 2:0 | 4:1 | 4:1 | 2:1 | 2:0 |     | 2:0 | 2:0 | 3:1 | 3:0 | 1:0 | 2:2 |
| 13.       | Velež Mostar       | 1:1 | 0:0 | 3:0 | 1:1 | 2:2 | 1:0 | 2:0 | 2:2 | 1:2 | 3:1 | 1:1 | 1:1 |     | 3:1 | 3:1 | 0:2 | 3:0 | 3:1 |
| 14.       | Budućnost          | 3:2 | 1:0 | 2:0 | 1:1 | 2:1 | 1:0 | 1:0 | 2:0 | 2:2 | 2:1 | 3:3 | 2:0 | 4:1 |     | 1:5 | 1:1 | 1:0 | 1:1 |
| 15.       | Rijeka             | 2:2 | 1:1 | 1:1 | 1:1 | 1:0 | 1:1 | 2:1 | 1:2 | 0:0 | 0:1 | 3:0 | 6:3 | 2:1 | 2:0 |     | 5:2 | 2:0 | 3:2 |
| 16.       | Osijek             | 1:0 | 1:2 | 2:2 | 1:1 | 2:3 | 2:2 | 1:3 | 3:0 | 5:0 | 1:0 | 1:0 | 4:2 | 3:2 | 3:0 | 2:0 |     | 2:3 | 1:0 |
| 17.       | OFK Beograd        | 1:2 | 0:0 | 1:2 | 0:1 | 1:0 | 2:0 | 0:0 | 1:1 | 3:2 | 0:0 | 2:0 | 2:0 | 0:1 | 1:0 | 2:2 | 5:1 |     | 3:0 |
| 18.       | Galenika Zemun     | 1:3 | 1:1 | 0:2 | 0:0 | 2:2 | 0:2 | 2:3 | 0:0 | 0:1 | 1:2 | 3:1 | 0:0 | 3:5 | 1:1 | 3:1 | 2:1 | 2:2 |     |

| 1. kolo 14. 8. 1982. Partizan – Osijek 3:1 (1:0) Željezničar – Galenika 0:0 15. 8. 1982. Radnički – Sloboda 1:1 (0:1) Dinamo (V) – OFK Beograd 1:0 (1:0) Olimpija – Vojvodina 0:0 Dinamo (Z) – Vardar 3:0 (2:0) Budućnost – Rijeka 1:5 (0:2) Crvena zvezda – Sarajevo 1:4 (0:0) Hajduk – Velež 1:1 (0:0) 2. kolo 21. 8. 1982. Sloboda – Velež 3:0 (2:0) 22. 8. 1982. Sarajevo – Partizan 3:1 (0:0) Rijeka – Crvena zvezda 1:0 (1:0) Vardar – Budućnost 0:0 Vojvodina – Dinamo (Z) 0:0 Galenika – Olimpija 2:3 (1:1) OFK Beograd – Željezničar 0:0 Radnički – Dinamo (V) 1:0 (1:0) 25. 8. 1982. Osijek – Hajduk 1:2 (0:1) 3. kolo 25. 8. 1982. Crvena zvezda – Vardar 2:1 (1:1) 28. 8. 1982. Olimpija – OFK Beograd 2:0 (2:0) 29. 8. 1982. Dinamo (V) – Sloboda 2:1 (1:0) Željezničar – Radnički 3:1 (1:0) Dinamo (Z) – Galenika 2:0 (2:0) Budućnost – Vojvodina 2:2 (2:0) Partizan – Rijeka 2:0 (2:0) Hajduk – Sarajevo 1:1 (1:0) Velež – Osijek 0:2 (0:1) 4. kolo 1. 9. 1982. Sloboda – Osijek 0:0 Rijeka – Hajduk 1:1 (1:0) Vardar – Partizan 5:0 (0:0) Vojvodina – Crvena zvezda 1:1 (0:0) Galenika – Budućnost 1:1 (0:0) OFK Beograd – Dinamo (Z) 1:2 (0:1) Radnički – Olimpija 1:0 (0:0) Dinamo (V) – Željezničar 2:1 (1:0) 2. 9. 1982. Sarajevo – Velež 4:2 (2:2) 5. kolo 4. 9. 1982. Željezničar – Sloboda 2:0 (2:0) Crvena zvezda – Galenika 1:2 (1:0) 5. 9. 1982. Olimpija – Dinamo (V) 1:0 (0:0) Dinamo (Z) – Radnički 2:1 (1:1) Budućnost – OFK Beograd 1:0 (1:0) Partizan – Vojvodina 5:0 (2:0) Hajduk – Vardar 1:3 (0:1) Velež – Rijeka 3:1 (2:1) Osijek – Sarajevo 1:0 (0:0) 6. kolo 10. 9. 1982. Sloboda – Sarajevo 2:1 (1:0) 11. 9. 1982. OFK Beograd – Crvena zvezda 1:0 (0:0) Dinamo (V) – Dinamo (Z) 1:1 (1:1) 12. 9. 1982. Rijeka – Osijek 5:2 (2:0) Vardar – Velež 1:2 (1:1) Vojvodina – Hajduk 1:2 (1:0) Galenika – Partizan 1:3 (0:2) Radnički – Budućnost 2:0 (1:0) Željezničar – Olimpija 1:1 (1:1) 7. kolo 18. 9. 1982. Partizan – OFK Beograd 2:1 (1:0) Velež – Vojvodina 1:2 (0:0) 19. 9. 1982. Olimpija – Sloboda 1:1 (0:0) Dinamo (Z) – Željezničar 1:0 (1:0) Budućnost – Dinamo (V) 2:0 (1:0) Crvena zvezda – Radnički 3:1 (1:1) Hajduk – Galenika 1:1 (1:1) Osijek – Vardar 3:0 (1:0) Sarajevo – Rijeka 2:1 (1:1) 8. kolo 24. 9. 1982. Vardar – Sarajevo 1:1 (0:1) 25. 9. 1982. OFK Beograd – Hajduk 0:0 Olimpija – Dinamo (Z) 0:1 (0:0) 26. 9. 1982. Sloboda – Rijeka 1:1 (1:0) Vojvodina – Osijek 0:0 Galenika – Velež 3:5 (1:2) Radnički – Partizan 0:0 Dinamo (V) – Crvena zvezda 2:3 (0:3) Željezničar – Budućnost 1:1 (0:1) 9. kolo 2. 10. 1982. Partizan – Dinamo (V) 3:1 (1:1) Budućnost – Olimpija 1:0 (1:0) 3. 10. 1982. Dinamo (Z) – Sloboda 2:2 (2:2) Crvena zvezda – Željezničar 2:2 (2:1) Hajduk – Radnički 4:1 (4:1) Velež – OFK Beograd 3:0 (1:0) Osijek – Galenika 1:0 (1:0) Sarajevo – Vojvodina 0:0 Rijeka – Vardar 1:2 (0:0) 10. kolo 6. 10. 1982. Sloboda – Vardar 0:0 Galenika – Sarajevo 3:1 (0:1) OFK Beograd – Osijek 5:1 (2:0) Radnički – Velež 3:2 (1:0) Dinamo (V) – Hajduk 1:1 (1:1) Željezničar – Partizan 1:1 (0:0) Olimpija – Crvena zvezda 1:2 (0:2) Dinamo (Z) – Budućnost 4:2 (2:1) 7. 10. 1982. Vojvodina – Rijeka 4:2 (4:2) 11. kolo 16. 10. 1982. Crvena zvezda – Dinamo (Z) 1:1 (1:1) Hajduk – Željezničar 2:0 (1:0) Vardar – Vojvodina 0:0 17. 10. 1982. Sarajevo – OFK Beograd 1:1 (0:0) Budućnost – Sloboda 1:0 (0:0) Partizan – Olimpija 2:0 (2:0) Velež – Dinamo (V) 1:1 (0:0) Osijek – Radnički 1:1 (0:0) Rijeka – Galenika 3:2 (1:1) 12. kolo 23. 10. 1982. Radnički – Sarajevo 2:1 (1:1) 24. 10. 1982. OFK Beograd – Rijeka 2:2 (2:1) Galenika – Vardar 0:0 Sloboda – Vojvodina 5:0 (4:0) Dinamo (V) – Osijek 3:0 (1:0) Željezničar – Velež 1:0 (0:0) Olimpija – Hajduk 1:1 (1:0) Dinamo (Z) – Partizan 3:4 (0:1) Budućnost – Crvena zvezda 2:1 (1:0) 13. kolo 30. 10. 1982. Crvena zvezda – Sloboda 1:0 (1:0) Hajduk – Dinamo (Z) 2:2 (2:1) Sarajevo – Dinamo (V) 4:1 (3:0) Osijek – Željezničar 1:0 (0:0) 31. 10. 1982. Partizan – Budućnost 0:0 Velež – Olimpija 2:0 (1:0) Rijeka – Radnički 1:1 (1:1) Vardar – OFK Beograd 3:0 (0:0) Vojvodina – Galenika 3:1 (2:0) 14. kolo 6. 11. 1982. Budućnost – Hajduk 1:0 (1:0) 7. 11. 1982. OFK Beograd – Vojvodina 3:2 (2:1) Sloboda – Galenika 0:0 Radnički – Vardar 2:0 (0:0) Dinamo (V) – Rijeka 3:1 (2:1) Željezničar – Sarajevo 1:0 (1:0) Olimpija – Osijek 1:0 (0:0) Dinamo (Z) – Velež 3:1 (1:0) Crvena zvezda – Partizan 1:1 (0:1) 15. kolo 20. 11. 1982. Sarajevo – Olimpija 2:0 (1:0) Rijeka – Željezničar 0:1 (0:0) 21. 11. 1982. Hajduk – Crvena zvezda 0:0 Partizan – Sloboda 1:0 (0:0) Velež – Budućnost 3:1 (3:1) Osijek – Dinamo (Z) 2:2 (2:2) Vardar – Dinamo (V) 4:3 (3:1) Vojvodina – Radnički 0:1 (0:1) Galenika – OFK Beograd 2:2 (1:1) 16. kolo 27. 11. 1982. Crvena zvezda – Velež 6:4 (5:1) Sloboda – OFK Beograd 2:1 (0:0) 28. 11. 1982. Radnički – Galenika 2:0 (0:0) Dinamo (V) – Vojvodina 4:1 (2:0) Željezničar – Vardar 3:0 (0:0) Olimpija – Rijeka 1:1 (0:0) Budućnost – Osijek 1:1 (1:0) Partizan – Hajduk 2:0 (2:0) 29. 11. 1982. Dinamo (Z) – Sarajevo 2:2 (1:1) 17. kolo 4. 12. 1982. Osijek – Crvena zvezda 2:3 (0:2) Sarajevo – Budućnost 2:0 (2:0) 5. 12. 1982. Hajduk – Sloboda 3:1 (2:1) Velež – Partizan 1:1 (1:1) Rijeka – Dinamo (Z) 1:1 (0:0) Vardar – Olimpija 0:0 Vojvodina – Željezničar 2:1 (1:0) Galenika – Dinamo (V) 0:0 OFK Beograd – Radnički 0:1 (0:1) | 18. kolo 5. 3. 1983. Vojvodina – Olimpija 0:0 OFK Beograd – Dinamo (V) 2:0 (1:0) 6. 3. 1983. Sloboda – Radnički 2:1 (1:0) Galenika – Željezničar 1:2 (0:1) Vardar – Dinamo (Z) 2:1 (2:1) Rijeka – Budućnost 2:0 (0:0) Sarajevo – Crvena zvezda 1:1 (0:1) Osijek – Partizan 1:0 (1:0) Velež – Hajduk 0:0 19. kolo 12. 3. 1983. Partizan – Sarajevo 0:1 (0:0) Dinamo (V) – Radnički 4:1 (2:0) 13. 3. 1983. Velež – Sloboda 1:0 (0:0) Hajduk – Osijek 2:1 (1:0) Crvena zvezda – Rijeka 2:1 (1:0) Budućnost – Vardar 2:0 (2:0) Dinamo (Z) – Vojvodina 4:0 (3:0) Olimpija – Galenika 2:0 (0:0) Željezničar – OFK Beograd 0:0 20. kolo 19. 3. 1983. OFK Beograd – Olimpija 0:0 Radnički – Željezničar 3:2 (2:1) 20. 3. 1983. Sloboda – Dinamo (V) 4:1 (3:1) Galenika – Dinamo (Z) 0:2 (0:1) Vojvodina – Budućnost 2:0 (2:0) Vardar – Crvena zvezda 1:1 (1:0) Rijeka – Partizan 2:2 (1:1) Sarajevo – Hajduk 1:3 (0:0) Osijek – Velež 3:2 (0:0) 21. kolo 26. 3. 1983. Partizan – Vardar 4:0 (2:0) Velež – Sarajevo 1:1 (0:0) 27. 3. 1983. Olimpija – Radnički 1:0 (0:0) Osijek – Sloboda 2:2 (1:1) Hajduk – Rijeka 1:0 (0:0) Crvena zvezda – Vojvodina 3:2 (1:0) Budućnost – Galenika 1:1 (0:0) Dinamo (Z) – OFK Beograd 3:1 (2:0) Željezničar – Dinamo (V) 2:0 (0:0) 22. kolo 2. 4. 1983. Vardar – Hajduk 2:1 (0:1) OFK Beograd – Budućnost 1:0 (0:0) Rijeka – Velež 2:1 (1:0) 3. 4. 1983. Sloboda – Željezničar 3:0 (1:0) Dinamo (V) – Olimpija 2:0 (1:0) Radnički – Dinamo (Z) 1:1 (1:0) Galenika – Crvena zvezda 2:2 (0:2) Vojvodina – Partizan 1:1 (1:0) Sarajevo – Osijek 1:1 (1:0) 23. kolo 9. 4. 1983. Partizan – Galenika 2:0 (1:0) Budućnost – Radnički 1:1 (0:1) 10. 4. 1983. Sarajevo – Sloboda 1:1 (1:1) Osijek – Rijeka 2:0 (0:0) Velež – Vardar 2:2 (2:1) Hajduk – Vojvodina 3:0 (1:0) Crvena zvezda – OFK Beograd 4:1 (0:0) Dinamo (Z) – Dinamo (V) 4:2 (2:1) Olimpija – Željezničar 0:0 24. kolo 13. 4. 1983. Sloboda – Olimpija 1:1 (0:1) Željezničar – Dinamo (Z) 0:0 Dinamo (V) – Budućnost 2:0 (1:0) Radnički – Crvena zvezda 2:0 (0:0) OFK Beograd – Partizan 1:2 (1:2) Vojvodina – Velež 1:0 (0:0) Vardar – Osijek 2:1 (1:0) Rijeka – Sarajevo 3:0 (1:0) 14. 4. 1983. Galenika – Hajduk 1:1 (0:0) 25. kolo 16. 4. 1983. Crvena zvezda – Dinamo (V) 2:2 (1:1) Rijeka – Sloboda 1:1 (1:0) 17. 4. 1983. Sarajevo – Vardar 2:1 (2:0) Osijek – Vojvodina 5:0 (1:0) Velež – Galenika 3:1 (3:0) Hajduk – OFK Beograd 1:1 (1:1) Partizan – Radnički 3:1 (2:1) Budućnost – Željezničar 2:1 (2:1) Dinamo (Z) – Olimpija 1:1 (1:1) 26. kolo 30. 4. 1983. Radnički – Hajduk 1:1 (0:1) Galenika – Osijek 2:1 (1:1) 1. 5. 1983. Sloboda – Dinamo (Z) 2:0 (1:0) Olimpija – Budućnost 4:2 (2:1) Željezničar – Crvena zvezda 0:3 (0:1) Dinamo (V) – Partizan 1:1 (1:0) Vojvodina – Sarajevo 2:1 (1:0) Vardar – Rijeka 1:0 (0:0) 2. 5. 1983. OFK Beograd – Velež 0:1 (0:1) 27. kolo 7. 5. 1983. Partizan – Željezničar 2:1 (0:0) Budućnost – Dinamo (Z) 2:0 (0:0) 8. 5. 1983. Vardar – Sloboda 1:0 (0:0) Rijeka – Vojvodina 0:0 Sarajevo – Galenika 2:0 (1:0) Osijek – OFK Beograd 2:3 (0:1) Velež – Radnički 1:1 (1:1) Hajduk – Dinamo (V) 4:2 (2:1) Crvena zvezda – Olimpija 1:1 (1:0) 28. kolo 14. 5. 1983. Olimpija – Partizan 0:0 OFK Beograd – Sarajevo 2:0 (1:0) 15. 5. 1983. Sloboda – Budućnost 2:1 (1:1) Dinamo (Z) – Crvena zvezda 2:1 (2:1) Željezničar – Hajduk 2:2 (1:2) Dinamo (V) – Velež 2:0 (1:0) Radnički – Osijek 1:0 (1:0) Galenika – Rijeka 3:1 (2:0) Vojvodina – Vardar 3:2 (1:0) 29. kolo 21. 5. 1983. Partizan – Dinamo (Z) 2:2 (0:2) Sarajevo – Radnički 1:2 (0:1) 22. 5. 1983. Vojvodina – Sloboda 2:1 (0:0) Vardar – Galenika 1:0 (1:0) Rijeka – OFK Beograd 2:0 (1:0) Osijek – Dinamo (V) 4:2 (2:1) Velež – Željezničar 3:1 (2:1) Hajduk – Olimpija 2:0 (0:0) Crvena zvezda – Budućnost 1:0 (0:0) 30. kolo 27. 5. 1983. Galenika – Vojvodina 0:1 (0:1) 28. 5. 1983. Sloboda – Crvena zvezda 2:0 (0:0) 29. 5. 1983. Budućnost – Partizan 3:2 (0:1) Dinamo (Z) – Hajduk 1:1 (1:0) Olimpija – Velež 3:1 (2:0) Željezničar – Osijek 3:2 (2:0) Dinamo (V) – Sarajevo 2:0 (0:0) Radnički – Rijeka 2:1 (0:0) OFK Beograd – Vardar 1:1 (1:1) 31. kolo 4. 6. 1983. Vojvodina – OFK Beograd 3:2 (1:0) Vardar – Radnički 2:1 (1:0) Rijeka – Dinamo (V) 6:3 (5:0) Velež – Dinamo (Z) 3:0 (1:0) Hajduk – Budućnost 4:1 (2:0) Partizan – Crvena zvezda 3:2 (1:0) 5. 6. 1983. Sarajevo – Željezničar 0:0 Galenika – Sloboda 0:2 (0:1) Osijek – Olimpija 1:3 (0:1) 32. kolo 10. 6. 1983. OFK Beograd – Galenika 3:0 (0:0) 11. 6. 1983. Sloboda – Partizan 1:2 (0:2) 12. 6. 1983. Crvena zvezda – Hajduk 1:2 (1:0) Budućnost – Velež 4:1 (1:1) Dinamo (Z) – Osijek 1:0 (0:0) Olimpija – Sarajevo 1:0 (0:0) Željezničar – Rijeka 3:0 (0:0) Dinamo (V) – Vardar 4:1 (1:0) Radnički – Vojvodina 4:0 (3:0) 33. kolo 17. 6. 1983. Galenika – Radnički 0:0 18. 6. 1983. Vardar – Željezničar 3:0 (0:0) 19. 6. 1983. OFK Beograd – Sloboda 2:0 (1:0) Vojvodina – Dinamo (V) 1:0 (0:0) Rijeka – Olimpija 2:1 (1:0) Sarajevo – Dinamo (Z) 1:1 (1:0) Osijek – Budućnost 3:0 (1:0) Velež – Crvena zvezda 2:2 (0:0) Hajduk – Partizan 1:0 (1:0) 34. kolo 25. 6. 1983. Željezničar – Vojvodina 6:2 (3:1) Crvena zvezda – Osijek 1:0 (0:0) 26. 6. 1983. Sloboda – Hajduk 1:0 (1:0) Partizan – Velež 1:1 (0:0) Budućnost – Sarajevo 3:3 (1:2) Dinamo (Z) – Rijeka 1:1 (0:0) Olimpija – Vardar 3:1 (1:0) Dinamo (V) – Galenika 2:2 (2:2) Radnički – OFK Beograd 1:1 (0:0) |

## Prvaci
FK Partizan
trener: Miloš Milutinović
Igrači (odigrao utakmica/postigao pogodaka):
Ljubomir Radanović (34/3)
Aleksandar Trifunović (32/9)
Momčilo Vukotić (32/5)
Slobodan Rojević (32/1)
Dragan Mance (30/15)
Miodrag Ješić (27/1)
Miodrag Radović (25/1)
Zvonko Živković (23/9)
Zoran Dimitrijević (23/2)
Nenad Stojković (23/1)
Admir Smajić (22/0)
Nikica Klinčarski (21/2)
Zvonko Varga (20/3)
Rade Zalad (20/0) (vratar)
Xhevad Prekazi (19/4)
Ranko Stojić (16/0) (vratar)
Sead Sarajlić (11/0)
Zvonko Popović (10/1)
Miloš Đelmaš (6/0)
Novica Kostić (2/0)
Stevica Kuzmanovski (2/0)
Slobodan Pavković (2/0)
Sead Mašić (2/0)
Radomir Radulović (1/0)
Zoran Lilić (1/0)
Izvori:

## Statistika

### Ljestvica strijelaca
| Pl. | Ime                | Klub            | Pogodaka |
| --- | ------------------ | --------------- | -------- |
| 1.  | Sulejman Halilović | Dinamo Vinkovci | 18       |
| 2.  | Dragan Mance       | Partizan        | 15       |
| 3.  | Vladimir Skočajić  | Velež Mostar    | 14       |
| 4.  | Zlatko Kranjčar    | Dinamo Zagreb   | 13       |
| 4.  | Dušan Savić        | Crvena zvezda   | 13       |
| 6.  | Dušan Mitošević    | Radnički Niš    | 12       |
| 7.  | Dušan Bajević      | Velež Mostar    | 11       |
| 7.  | Ivan Cvjetković    | Sloboda Tuzla   | 11       |
| 7.  | Damir Desnica      | Rijeka          | 11       |
| 7.  | Mersad Kovačević   | Sloboda Tuzla   | 11       |
| 7.  | Dušan Pešić        | Hajduk Split    | 11       |

## Poveznice
- Druga savezna liga 1982./83.
- Treći rang prvenstva Jugoslavije 1982./83.
- Kup maršala Tita 1982./83.

## Vanjske poveznice
- www.historical-lineups.com
  - Klubovi
  - Statistika
- Eu-football.info